# Умершие в июле 1995 года
Это список известных людей, соответствующих установленным критериям значимости (см. Википедия:Критерии значимости персоналий), умерших в июле 1995 года.
Причина смерти указывается лишь в исключительных случаях (убийство, самоубийство, гибель в результате военных действий, смертная казнь, ДТП или несчастные случаи). В остальных случаях — не указывается.
- 2 июля — Мария Виноградова (72) — советская актриса театра и кино, Заслуженная артистка РСФСР (1987).
- 2 июля — Николай Бевз (71) — Герой Советского Союза.
- 2 июля — Крисси Тейлор (17) — американская фотомодель; приступ астмы
- 3 июля — Андрей Гуляшки (81) — болгарский писатель.
- 3 июля — Никифор Павлов (73) — Герой Советского Союза.
- 4 июля — Евгений Гуцало — Украинский писатель, поэт и киносценарист.
- 4 июля — Пётр Кулешов (83) — советский и российский театральный актёр, режиссёр.
- 5 июля — Степан Бахаев (73) — Герой Советского Союза.
- 5 июля — Юрий Дементьев (70) — Герой Советского Союза.
- 5 июля — Борис Саченко (59) — белорусский писатель-прозаик.
- 5 июля — Юри Ярвет (76) — эстонский актёр театра и кино, режиссёр, заслуженный артист Эстонской ССР (1964), народный артист СССР (1975).
- 6 июля — Азиз Несин (79) — известный турецкий новеллист, драматург, романист, публицист.
- 6 июля — Виктор Шабельник (71) — Герой Советского Союза.
- 7 июля — Алексей Егоров (83) — Герой Советского Союза.
- 7 июля — Алексей Царегородский (77) — Герой Советского Союза.
- 8 июля — Николай Рыбалко (73) — поэт.
- 9 июля — Пётр Туник (74) — советский деятель органов государственной безопасности и внутренних дел.
- 11 июля — Зиннур Зарипов (80) — Полный кавалер Ордена Славы.
- 12 июля — Татьяна Фесенко (79) — русская писательница, поэтесса, библиограф.
- 14 июля — Владимир (Романюк) (69) — украинский православный религиозный деятель.
- 14 июля — Олесь Гончар (77) — украинский советский писатель, Академик АН УССР (1978). Герой Социалистического Труда (1978). Герой Украины (2005 — посмертно).
- 14 июля — Иван Козка (77) — Полный кавалер ордена Славы.
- 14 июля — Андрей Семенов (71) — Герой Советского Союза.
- 15 июля — Лидия Шулайкина (80) — единственная женщина-штурмовик в морской авиации.
- 16 июля — Элвис Альварес (30) — колумбийский боксёр-профессионал, чемпион мира по версии WBA.
- 16 июля — Мордехай Гур (65) — командир бригады «Голани».
- 17 июля — Владимир Власов (75) — Полный кавалер Ордена Славы.
- 17 июля — Фёдор Котченко (77) — Герой Советского Союза.
- 17 июля — Хуан-Мануэль Фанхио (Juan Manuel Fangio) (84) — выдающийся аргентинский гонщик, пятикратный чемпион мира по автогонкам в классе «Формула 1».
- 19 июля — Матвей Батраков (94) — Герой Советского Союза.
- 21 июля — Виктор Баранников (54) — бывший министр внутренних дел СССР, министр безопасности и внутренних дел РСФСР-РФ, министр безопасности РФ, генерал армии; инсульт.
- 21 июля — Эллестон Тревор (75) — британский писатель, классик шпионского романа.
- 23 июля — Алесь Ставер (65) — белорусский поэт.
- 24 июля — Пётр Савутин (70) — Полный кавалер ордена Славы.
- 24 июля — Тёплиц, Ежи (85) — польский историк кино, кинокритик и киновед. Доктор искусствоведения.
- 25 июля — Саргаскаев, Сансызбай Биболатович (70) — советский и казахский детский писатель.
- 25 июля — Чарли Рич (62) — американский исполнитель и музыкант в жанрах кантри, поп, рокабилли, джаз, блюз, госпел.
- 25 июля — Щербаков, Борис Валентинович (79) — советский, российский художник-живописец.
- 26 июля — Людмила Гайликовская (84) — советская артистка театра.
- 26 июля — Михаил Сопляков (81) — Герой Советского Союза.
- 26 июля — Исмаил Шихлы (76) — азербайджанский писатель, сценарист, литератор.
- 28 июля — Елизавета Ауэрбах (82) — советская артистка театра, кино и эстрады, писательница.
- 29 июля — Леонид Бакштаев (69) — советский актёр театра и кино, народный артист Украинской ССР.
- 29 июля — Юозас Булавас (86) — литовский правовед, государственный и общественный деятель.
- 30 июля — Айно-Вайке Падури (83) — эстонская и советская фигуристка.
- 30 июля — Виталий Шабанов (72) — советский деятель оборонной промышленности, генерал армии.
- 31 июля — Николай Кузнецов (84) — советский генеральный конструктор авиационных и ракетных двигателей.